# 平和公園停留場

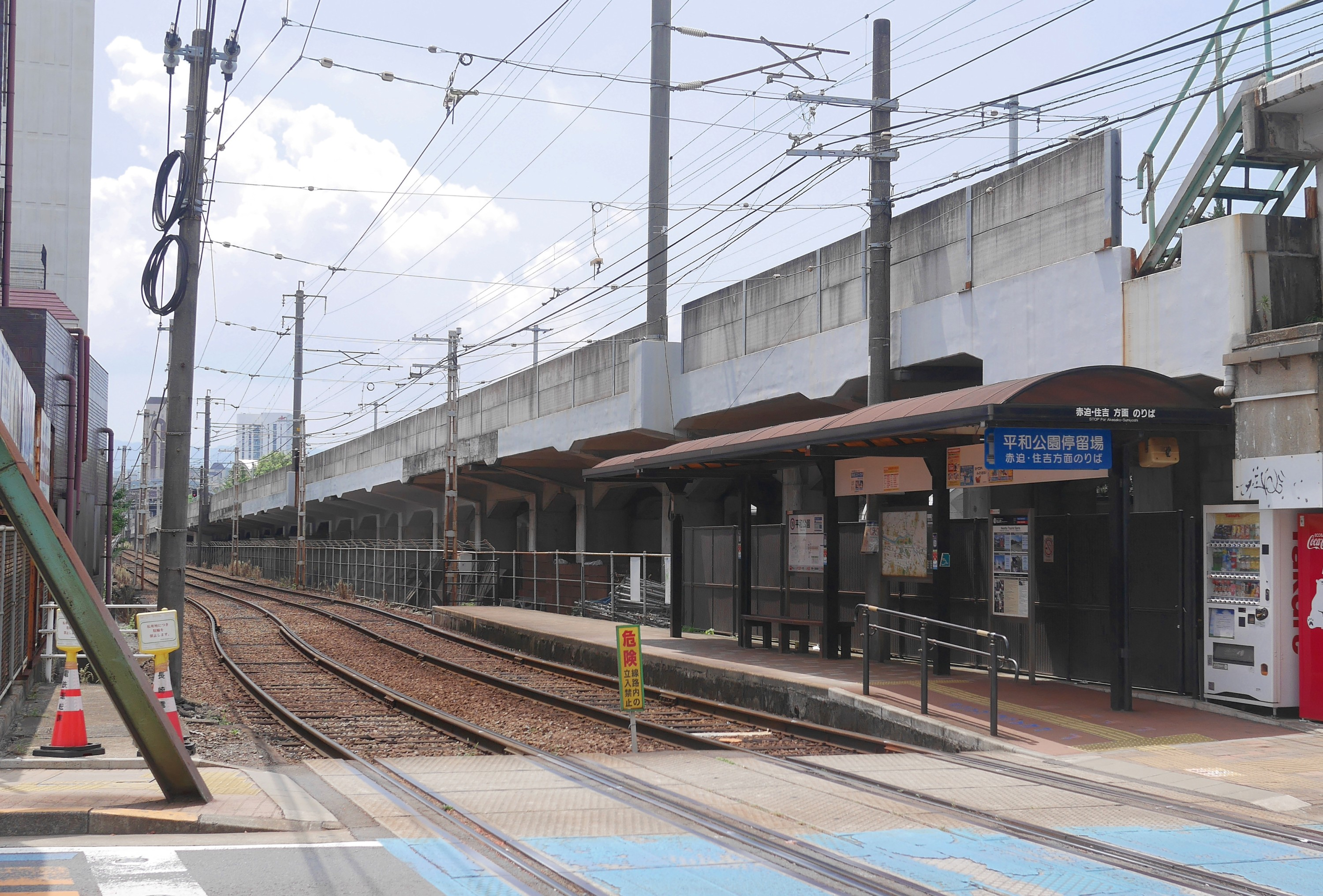
赤迫・住吉方面のりば

平和公園停留場（へいわこうえんていりゅうじょう、平和公園電停）は、長崎県長崎市松山町にある長崎電気軌道本線の停留場である。駅番号は19。
1号・2号・3号各系統が停車する。

## 歴史
当停留場は1933年（昭和8年）、本線の延伸に合わせて松山町停留場（まつやままちていりゅうじょう）として開業した。1945年（昭和20年）8月9日には原爆投下により長崎電軌は本線をはじめ全線が不通。当停留場は爆心地に最も近い停留場であり、当停留場を含む浜口町 - 大橋間は原爆の被害が最も大きい区間であった。被爆から復旧したのは2年後、1947年（昭和22年）のことである。
2018年（平成30年）には沿線の観光地の名前を停留場名とし、平和公園停留場に改称した。

### 年表
- 1933年（昭和8年）12月25日：下の川停留場（廃止）から大橋停留場までの開通に合わせて松山町停留場として開業[3][2]。
- 1945年（昭和20年）8月9日：原爆投下により不通[3]。
- 1947年（昭和22年）5月16日：浦上駅前から大橋までの区間が復旧[3]。
- 1961年（昭和36年） - ホーム構造を改める[1]。
- 2000年（平成12年）2月19日：停留場を改築[7]。
- 2002年（平成14年）8月27日：長崎駅前方面ホームに案内放送装置を設置[7]。
- 2018年（平成30年）8月1日：平和公園停留場に改称[6][8]。

## 構造
平和公園停留場は専用軌道区間にあり、軌道は道路から独立している。ホームは2面あり、南北方向に延びる2本の線路を挟み込むように配されるが、互いのホームは道路を挟んで斜向かいに離れている。北寄りにあるのが長崎駅前方面行き、南寄りにあるのが赤迫方面行きのホーム。構内で軌道はやや屈曲していて、道路との交差部には踏切（第4種）が設置される。
長崎駅前方面ホームのみ日本語・英語による観光施設への自動案内放送が流れるほか、自動販売機も設置されている。8月9日の平和祈念式典の際には混雑緩和のため停留場に改札係が配置されて運賃収受にあたるため、通常の乗車扉からも降車可能となる。ホームの上屋は2000年（平成12年）2月にトタン屋根から景観に配慮してシェルター式に架け替えられている。
かつて赤迫方面行きのホームは島式ホームで、進行方向右側から乗車していたが、360形の導入に合わせて1961年（昭和36年）に現在のホーム構造に改造された。

## 利用状況
長崎電軌の調査によると1日の乗降客数は以下の通り。周辺の観光施設に向かう観光客のほか、バスとの乗り換え客の利用も多い。バスについては、赤迫方面から小江原・式見方面へは徒歩連絡となるが宝町まで行かずに済む。
- 1998年 - 5,435人[4]
- 2015年 - 3,800人[14]

1日平均の乗車人員・乗降人員の推移は以下の通り。
| 年度   | 1日平均 乗車人員 | 1日平均 乗降人員 |
| ------ | ---------------- | ---------------- |
| 2012年 |                  | 3,746            |
| 2013年 | 1,885            | 3,800            |
| 2014年 | 1,861            | 3,700            |
| 2015年 | 1,935            | 3,900            |

## バス路線
県営バス・長崎バス 平和公園バス停
- 元は電停同様「松山町」バス停だったが、2019年（平成31年）4月1日に県営バスが、同月8日に長崎バスがそれぞれ改称した。

## 周辺
すぐそばを国道206号と長崎本線の高架橋が通る。
長崎市民総合プール・長崎市営陸上競技場・長崎市営ラグビー・サッカー場などのスポーツ施設、平和公園・原爆落下中心地・浦上天主堂などの観光施設が近い。スポーツ施設は停留場の西側、観光施設は国道を挟んで東側に立地する。高校総体の県大会等のスポーツイベントがある際は、多くの利用客で賑わう。
- 九州電力長崎支店
- 長崎銀行浦上支店
- 城山小学校(被爆校舎)
- 徳乃湯

## 隣の停留場
長崎電気軌道
本線
大橋停留場 (18) - 平和公園停留場 (19) - 原爆資料館停留場 (20)